# بحيرة الشيطان
بحيرة الشيطان (بالروسية:Чертово озеро) هي بحيرة تقع في مقاطعة كيروف في شمال غرب روسيا. تزيد مساحة البحيرة على هكتارين، ويتراوح عمقها بين 12 و25 مترا. وهي تشبه المرآة في شكلها الخارجي ومحاطة بالغابات الكثيفة.

### سبب التسمية
تسود في محيط البحيرة والغابات المجاورة لها، أصوات مرعبة تشبه الأنين الشيطاني المرعب، ولهذا السبب بالذات، نالت البحيرة اسمها الحالي.

## الأسطورة
تقول الأسطورة، إن هذا المكان شهد في زمن بعيد جدا، معركة دامية بين عبدة إله النور الساطع والوثنيين الأشرار. ولكن الشيطان، ألقى بلعناته على أنصار إله النور، ودفعهم لضرب بعضهم البعض. وتجمعت دماء القتلى ودموع الأرامل واتحدت وملأت المكان لتشكل البحيرة المذكورة. ووفقا للمعتقدات المحلية، بات الشيطان نفسه يعيش فيها. ولذلك لا يتجرأ أحد منذ القدم، على الاقتراب من الشاطئ أو صيد السمك هناك.